# 澄碧河
澄碧河，位于中国广西壮族自治区西部，是右江左岸支流，发源于凌云县玉洪瑶族乡金保村（原属于力洪瑶族乡）西南23千米处，东南流经凌云县城泗城镇、下甲乡，于下甲乡彩架村肖家坪伏流入地下，于弄降出露后转西南流，在伶站瑶族乡浩坤村再次伏流入洞，于坡帖出露后经伶站乡治转东南流，进入百色市右江区，东南流至龙川镇林河村转西南，进入澄碧河水库，出库后西南流至百色市区汇入右江。河长111千米，流域面积2087平方千米。